# Sebastián Pérez Kirby
Sebastián Andrés Pérez Kirby (Viña del Mar, 2 dicembre 1990) è un calciatore cileno, portiere dell'Universidad Católica.

## Statistiche
Statistiche aggiornate al 4 dicembre 2021.

### Presenze e reti nei club
| Stagione                    | Squadra                     | Campionato                  | Campionato | Campionato | Coppe nazionali | Coppe nazionali | Coppe nazionali | Coppe continentali | Coppe continentali | Coppe continentali | Altre coppe | Altre coppe | Altre coppe | Totale | Totale | Totale |
| Stagione                    | Squadra                     | Comp                        | Pres       | Reti       | Comp            | Pres            | Reti            | Comp               | Pres               | Reti               | Comp        | Pres        | Reti        | Pres   | Reti   |        |
| --------------------------- | --------------------------- | --------------------------- | ---------- | ---------- | --------------- | --------------- | --------------- | ------------------ | ------------------ | ------------------ | ----------- | ----------- | ----------- | ------ | ------ | ------ |
| 2018                        | Palestino                   | PD                          | 26         | -37        | CC              | 10              | -8              | -                  | -                  | -                  | -           | -           | -           | 36     | -45    |        |
| Totale Universidad Católica | Totale Universidad Católica | Totale Universidad Católica | 26         | -37        |                 | 10              | -8              |                    | 0                  | 0                  |             | 0           | 0           | 36     | -45    |        |
| 2019                        | Dep. Iquique                | PD                          | 25         | -40        | CC              | 1               | 0               | -                  | -                  | -                  | -           | -           | -           | 26     | -40    |        |
| 2020                        | Dep. Iquique                | PD                          | 34         | -46        | -               | -               | -               | -                  | -                  | -                  | -           | -           | -           | 34     | -46    |        |
| Totale Deportes Iquique     | Totale Deportes Iquique     | Totale Deportes Iquique     | 59         | -86        |                 | 1               | 0               |                    | 0                  | 0                  |             | 0           | 0           | 60     | -86    |        |
| 2021                        | Universidad Católica        | PD                          | 25         | -29        | CC              | 3               | -5              | CL                 | 3                  | -2                 | SS          | 1           | -1          | 32     | -37    |        |
| Totale Universidad Católica | Totale Universidad Católica | Totale Universidad Católica | 25         | -29        |                 | 3               | -5              |                    | 3                  | -2                 |             | 1           | -1          | 32     | -37    |        |

### Cronologia presenze e reti in nazionale
| Cronologia completa delle presenze e delle reti in nazionale ― Cile | Cronologia completa delle presenze e delle reti in nazionale ― Cile | Cronologia completa delle presenze e delle reti in nazionale ― Cile | Cronologia completa delle presenze e delle reti in nazionale ― Cile | Cronologia completa delle presenze e delle reti in nazionale ― Cile | Cronologia completa delle presenze e delle reti in nazionale ― Cile | Cronologia completa delle presenze e delle reti in nazionale ― Cile | Cronologia completa delle presenze e delle reti in nazionale ― Cile |
| Data                                                                | Città                                                               | In casa                                                             | Risultato                                                           | Ospiti                                                              | Competizione                                                        | Reti                                                                | Note                                                                |
| ------------------------------------------------------------------- | ------------------------------------------------------------------- | ------------------------------------------------------------------- | ------------------------------------------------------------------- | ------------------------------------------------------------------- | ------------------------------------------------------------------- | ------------------------------------------------------------------- | ------------------------------------------------------------------- |
| 9-12-2021                                                           | Austin                                                              | Messico                                                             | 2 – 2                                                               | Cile                                                                | Amichevole                                                          | -2                                                                  |                                                                     |
| 14-6-2022                                                           | Suita                                                               | Cile                                                                | 0 – 0 (1– 3 dtr)                                                    | Ghana                                                               | Kirin Cup                                                           | -                                                                   |                                                                     |
| Totale                                                              |                                                                     | Presenze                                                            | 2                                                                   |                                                                     | Reti                                                                | -2                                                                  |                                                                     |

## Palmarès

### Club

#### Competizioni nazionali
- Campionato cileno: 1

Universidad Católica: 2021
- Supercopa de Chile: 2

Univ. Catolica: 2020, 2021